# Комірцеві акули
Комірцеві акули (Parascyllidae) — родина струнких, невеликих акул розміром від 35 до 90 см. Включає два роди — Parascyllium і Cirrhoscyllium. Перший з них є ендеміком морів поблизу Австралії, другий зустрічається в прибережних водах Японії, Тайваню і Філіппін. Характерною рисою родини є невеликий наріст на кінці заднього плавця.

## Систематика
Існує два роди із 8 видами:
- Шарфова акула

* Cirrhoscyllium expolitum
* Cirrhoscyllium formosanum
* Cirrhoscyllium japonicum
- Комірцева акула

* Поперечносмугаста комірцева акула
* Parascyllium elongatum
* Іржава комірцева акула
* Parascyllium sparsimaculatum
* Мінлива комірцева акула